# Podoleni, Neamț
Podoleni este satul de reședință al comunei cu același nume din județul Neamț, Moldova, România.

## Monumente
- Obelisc, realizat de Vincenzo Puschiasis.